# 本多修郎
本多 修郎（ほんだ しゅうろう、1909年6月8日 ‐ 1990年12月11日）は、日本の哲学者・科学史家。東北大学名誉教授。科学史・技術史を研究。

## 来歴
福島県耶麻郡長瀬村(現猪苗代町)出身。喜多方中学、二高理科を経て東北帝国大学哲学科卒。次いで東京帝国大学大学院に学ぶ。高橋里美、三宅剛一に師事。東北大学助教授、1950年教授。1962年「ヘーゲル弁証法と数学・自然科学」で文学博士。1973年定年退官、名誉教授。東北福祉大学教授。父寅多、母クラ、次男。

## 著書
- 『原始社会の技術と思想』関書院 1949
- 『自然科学思想史』創文社 1955
- 『図説現代哲学入門』理想社 1968
- 『図説科学概論』理想社 1968
- 『ヘーゲルと自然弁証法』未来社 1970
- 『世間哲学十章』理想社 1970
- 『ヘーゲル弁証法と科学』理想社 1971
- 『魔術から科学への道』未来社 1972
- 『技術の人間学』朝倉書店 1975
- 『科学思想史概説』朝倉書店 1975
- 『現代物理学者の生と哲学 マッハからアインシュタイン』未来社 1981
- 『近代数学の発酵とヘーゲル弁証法』現代数学社 1989
- 『魔術的人間像の系譜』以文社 1990

### 共編著
- 『新編自然科学概論』大内義一,永野為武共著 理想社 1962
- 『技術学概論』鈴木高明共著 朝倉書店 1974
- 『風流キノコ譚 菌・自然・哲学』今関六也共著 未来社 1984

### 翻訳
- ヘーゲル『自然哲学』 (ヘーゲル哲学体系初期草稿）未来社 1973-84

## 参考
- 日本人名大辞典